# Spoorlijn Asti - Genua

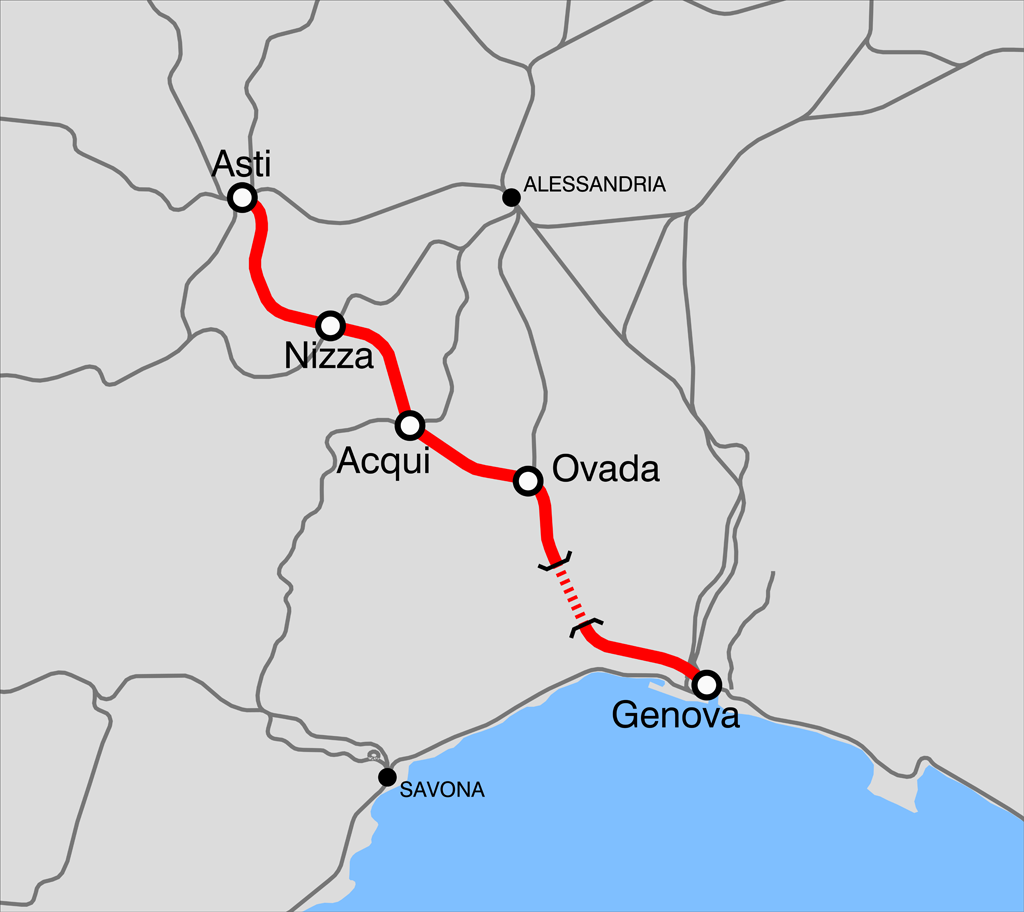
Traject

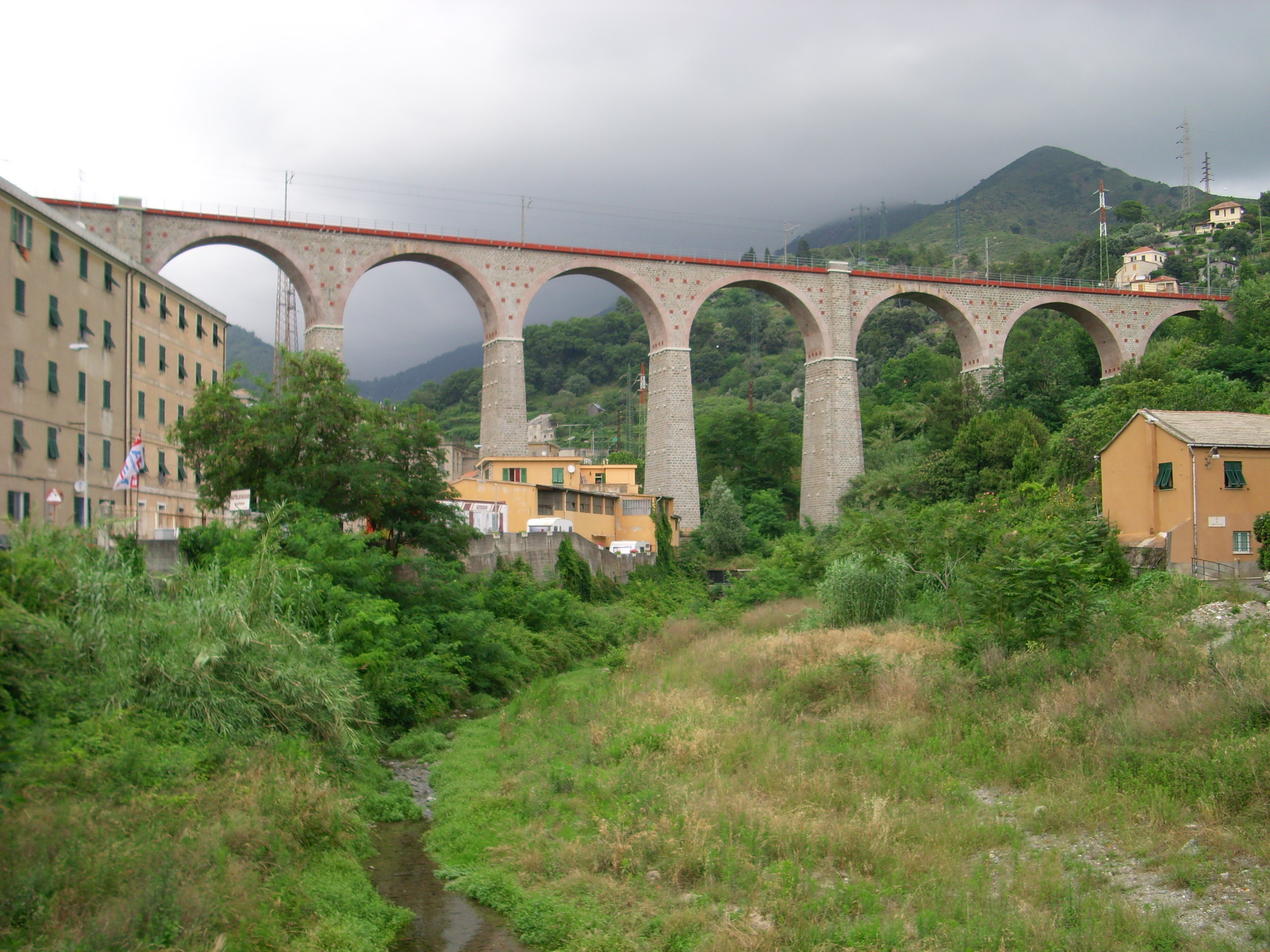
Spoorwegbrug Panigaro, Genua

De spoorlijn Asti - Genua is een spoorlijn in Italië. De spoorlijn tussen de steden Asti en Genua werd geopend in 1893/1894. De lengte van de spoorlijn is ongeveer 103 km.
De twee langste tunnels op het trajectdeel tussen Genua en Acqui Terme zijn de tunnel van Turchino met een lengte van 6447 m en de tunnel van Cremolino met 3408 meter.

## Stations
Een selectie van de stations op het traject tussen Asti en Genua:
- Station Asti
- Station Montegrosso d'Asti
- Station Nizza Monferrato
- Station Acqui Terme
- Station Molare
- Station Ovada
- Station Mele
- Station Genova Acquasanta
- Station Genova Granara
- Station Genova Costa
- Station Genova Borzoli
- Station Genova Sampierdarena
- Station Genova Piazza Principe
- Station Genova Brignole